# Liste des stations de radio au Wisconsin
La liste suivante est la liste des permis délivrés par la Federal Communications Commission aux stations de radio dans l'État du Wisconsin assorti de leurs fréquences, de la ville d'emission, les propriétaires, et leurs formats radios.
| Nom     | Fréquence         | Ville d'émission , | Propriétaire                        | Format                                |
| ------- | ----------------- | ------------------ | ----------------------------------- | ------------------------------------- |
| KFIZ    | 1450 AM           | Fond du Lac        | Randall B. Hopper                   | News/Talk                             |
| KRBR-FM | 102.5 FM          | Superior           | Midwest Communications              | Rock                                  |
| KUWS    | 91.3 FM           | Superior           | University of Wisconsin             |                                       |
| WACD    | 106.1 FM          | Antigo             | Bruce D. Grassman                   | Musique populaire                     |
| WAPL-FM | 105.7 FM          | Appleton           | Woodward Communications             | Rock                                  |
| WAQE    | 1090 AM           | Rice Lake          | TKC, Inc.                           | Musicale : Classic Country            |
| WAQE-FM | 97.7 FM           | Barron             | TKC, Inc.                           | Musique populaire (Top 40 et Oldies)  |
| WATK    | 900 AM            | Antigo             | Bruce D. Grassman                   | Musicale : Classic Country            |
| WATQ    | 106.7 FM          | Chetek             | Clear Channel                       | Musicale : Classic Country            |
| WATW    | 1400 AM           | Ashland            | Heartland Communications            | Adulte Standards                      |
| WAUH    | 102.3 FM          | Wautoma            | Hometown Broadcasting               | Classic Hits                          |
| WAUK    | 540 AM            | Jackson            | Good Karma Broadcasting             | Thématique : Sports                   |
| WAUN-FM | 92.7 FM           | Kewaunee           | Magnum Broadcasting                 | Smooth jazz                           |
| WAXX    | 104.5 FM          | Eau Claire         | Maverick Media                      | Country                               |
| WAYY    | 790 AM            | Eau Claire         | Maverick Media                      | News/Talk/Sports                      |
| WBCR-FM | 90.3 FM           | Beloit             | Beloit College                      | Rock alternatif                       |
| WBCV    | 107.9 FM          | Wausau             | NRG Media                           | Adulte Hits                           |
| WBDK    | 96.7 FM           | Algoma             | Roger Utnehmer                      | Adulte Standards                      |
| WBDL    | 102.9 FM          | Reedsburg          | NRG Media                           | Musique populaire                     |
| WBEV    | 1430 AM           | Beaver Dam         | Good Karma Broadcasting             | News/Talk/Sports                      |
| WBFM    | 93.7 FM           | Sheboygan          | Midwest Communications              | Country                               |
| WBIZ    | 1400 AM           | Eau Claire         | Clear Channel                       | Thématique : Sports                   |
| WBIZ-FM | 100.7 FM          | Eau Claire         | Clear Channel                       | Top 40/CHR                            |
| WBJZ    | 104.7 FM          | Berlin             | Steven J. Peterson                  | Musique populaire (Top 40 et Oldies)  |
| WBKV    | 1470 AM           | West Bend          | Bliss Communications                | Musicale : Classic Country            |
| WBKY    | 95.9 FM           | Portage            | Magnum Communications               | Country                               |
| WBOG    | 1460 AM           | Tomah              | Magnum Broadcasting                 | Oldies                                |
| WBSD    | 89.1 FM           | Burlington         | Burlington School District          | Adulte Alternatif                     |
| WBSZ    | 93.3 FM           | Ashland            | Heartland Communications            | Country                               |
| WBWI-FM | 92.5 FM           | West Bend          | Bliss Communications                | Country                               |
| WCCN    | 1370 AM           | Neillsville        | Central Wisconsin Broadcasting      | Adulte Standards                      |
| WCCN-FM | 107.5 FM          | Neillsville        | Central Wisconsin Broadcasting      | Classic Rock                          |
| WCCX    | 104.5 FM          | Waukesha           | Carrol College                      | Variété                               |
| WCFW    | 105.7 FM          | Chippewa Falls     | Bushland Electronics                | Musique populaire                     |
| WCHY    | 105.1 FM          | Waunakee           | Entercom                            | Adulte Hits                           |
| WCLB    | 950 AM            | Sheboygan          | Randall B. Hopper                   | Thématique : Sports                   |
| WCLO    | 1230 AM           | Janesville         | Bliss Communications                | News/Talk                             |
| WCLQ    | 89.5 FM           | Wausau             | Christian Life Communications       | Communautaire chrétienne              |
| WCOW-FM | 97.1 FM           | Sparta             | Sparta-Tomah Broadcasting           | Country                               |
| WCQM    | 98.3 FM           | Park Falls         | Heartland Communications            | Country                               |
| WCSW    | 940 AM            | Shell Lake         | Zoe Communications                  | News/Talk                             |
| WCUB    | 980 AM            | Two Rivers         | Lee Davis, Jr.                      | Country                               |
| WDDC    | 100.1 FM          | Portage            | Zoe Communications                  | Country                               |
| WDDW    | 104.7 FM          | Sturtevant         | Bustos Media                        | Communautaire mexicaine               |
| WDEZ    | 101.9 FM          | Wausau             | Midwest Communications              | Country                               |
| WDGY    | 630 AM            | Hudson             | Gregory Borgen                      | Communautaire mexicaine               |
| WDKM    | 106.1 FM          | Adams              | Roche-A-Cri Broadcasting            | Country                               |
| WDKV    | 91.7 FM           | Fond Du Lac        | Educational Media Foundation        | Communautaire chrétienne              |
| WDLB    | 1450 AM           | Marshfield         | Donald W. Seehafer                  | News/Talk                             |
| WDLS    | 900 AM            | Wisconsin Dells    | Magnum Communications               | Musicale : Classic Country            |
| WDMO    | 95.9 FM           | Durand             | Zoe Communications                  | Country                               |
| WDMP    | 810 AM            | Dodgeville         | Dodge Point Broadcasting            | Country                               |
| WDMP-FM | 99.3 FM           | Dodgeville         | Dodge Point Broadcasting            | Country                               |
| WDOR    | 910 AM            | Sturgeon Bay       | Door County Broadcasting            | Adult Standards                       |
| WDOR-FM | 93.9 FM           | Sturgeon Bay       | Door County Broadcasting            | Musique populaire                     |
| WDRK    | 99.9 FM           | Cornell            | Maverick Media                      | Rock                                  |
| WDSM    | 710 AM            | Superior           |                                     |                                       |
| WDUX    | 800 AM            | Waupaca            |                                     |                                       |
| WDUX-FM | 92.7 FM           | Waupaca            |                                     |                                       |
| WDUZ    | 1400 AM           | Green Bay          |                                     |                                       |
| WDUZ-FM | 107.5 FM          | Brillion           | Cumulus Media                       | Thématique : Sports                   |
| WDVM    | 1050 AM           | Eau Claire         |                                     |                                       |
| WEAQ    | 1150 AM           | Chippewa Falls     | Maverick Media                      | Thématique : Sports                   |
| WECB    | 104.3 FM          | Seymour            |                                     |                                       |
| WECL    | 92.9 FM           | Elk Mound          |                                     |                                       |
| WEGZ    | 105.9 FM          | Washburn           |                                     |                                       |
| WEKZ    | 1260 AM           | Monroe             |                                     |                                       |
| WEKZ-FM | 93.7 FM           | Monroe             |                                     |                                       |
| WEMI    | 91.9 FM           | Appleton           | Evangel Ministries                  | Communautaire religieuse              |
| WEMY    | 91.5 FM           | Green Bay          |                                     |                                       |
| WERL    | 950 AM            | Eagle River        |                                     |                                       |
| WERN    | 88.7 FM           | Madison            |                                     | Musique Classique                     |
| WEVR    | 1550 AM           | River Falls        |                                     |                                       |
| WEVR-FM | 106.3 FM          | River Falls        |                                     |                                       |
| WEZY    | 92.1 FM           | Racine             |                                     |                                       |
| WFAW    | 940 AM            | Fort Atkinson      |                                     |                                       |
| WFBZ    | 105.5 FM          | Trempealeau        |                                     |                                       |
| WFCL    | 1380 AM           | Clintonville       | Bruce D. Grassman                   | Adult Standards/Sports                |
| WFDL    | 1170 AM           | Waupun             |                                     |                                       |
| WFDL-FM | 97.7 FM           | Lomira             |                                     |                                       |
| WFHR    | 1320 AM           | Wisconsin Rapids   | NRG Media                           | News/Talk/Sports                      |
| WFON    | 107.1 FM          | Fond Du Lac        | Randall B. Hopper                   | Musique populaire                     |
| WFZH    | 105.3 FM          | Mukwonago          | Salem Communications                | Communautaire chrétienne              |
| WGBW    | 1590 AM           | Two Rivers         | WTRW, Inc.                          | Oldies                                |
| WGBW    | www.uwgb.edu/wgbw | Green Bay          | University of Wisconsin-Green Bay   | Thématique : Débats                   |
| WGEE    | 970 AM            | Superior           | Midwest Communications              | Thématique : Sports                   |
| WGEZ    | 1490 AM           | Beloit             | Polish National Alliance            | Oldies/Polka                          |
| WGLB    | 1560 AM           | Elm Grove          | Joel J. Kinlow                      | Black Gospel                          |
| WGLR    | 1280 AM           | Lancaster          | QueenB Radio                        | Thématique : Sports                   |
| WGLR-FM | 97.7 FM           | Lancaster          | QueenB Radio                        | Country                               |
| WGLX-FM | 103.3 FM          | Wisconsin Rapids   | NRG Media                           | Classic Rock                          |
| WGMO    | 95.3 FM           | Shell Lake         | Zoe Communications                  | Classic Rock                          |
| WGNV    | 88.5 FM           | Milladore          | Evangel Ministries                  | Communautaire religieuse              |
| WGTD    | 91.1 FM           | Kenosha            | Gateway Adult Education District    | Musique classique                     |
| WHA     | 970 AM            | Madison            | WI Educational Communications Board | WPR Ideas                             |
| WHAD    | 90.7 FM           | Delafield          | WI Educational Communications Board | Musique classique                     |
| WHBL    | 1330 AM           | Sheboygan          | Midwest Communications              | News/Talk                             |
| WHBM-FM | 90.3 FM           | Park Falls         | WI Educational Communications Board | WPR Ideas                             |
| WHBY    | 1150 AM           | Kimberly           | Woodward Communications             | News/Talk/Sports                      |
| WHBZ    | 106.5 FM          | Sheboygan Falls    | Midwest Communications              | Rock                                  |
| WHDG    | 97.5 FM           | Rhinelander        | NRG Media                           | Country                               |
| WHDI    | 91.9 FM           | Sister Bay         | WI Educational Communications Board | WPR Ideas                             |
| WHEM    | 91.3 FM           | Eau Claire         | Fourth Dimension, Inc.              | Communautaire religieuse              |
| WHFA    | 1240 AM           | Poynette           | Starboard Broadcasting              | Communautaire catholique              |
| WHHI    | 91.3 FM           | Highland           | WI Educational Communications Board | WPR Ideas                             |
| WHID    | 88.1 FM           | Green Bay          | WI Educational Communications Board | WPR Ideas                             |
| WHLA    | 90.3 FM           | La Crosse          | WI Educational Communications Board | WPR Ideas                             |
| WHLK    | 93.1 FM           | De Forest          | Mid-West Family Broadcast Group     | Classic Hits                          |
| WHND    | 89.7 FM           | Sister Bay         | WI Educational Communications Board | WPR News & Classical                  |
| WHQG    | 102.9 FM          | Milwaukee          | Saga Communications                 | Rock                                  |
| WHRM    | 90.9 FM           | Wausau             | WI Educational Communications Board | WPR News & Classical                  |
| WHRY    | 1450 AM           | Hurley             | Big G Little o                      | Oldies                                |
| WHSA    | 89.9 FM           | Brule              | WI Educational Communications Board | WPR News & Classical                  |
| WHSM    | 910 AM            | Hayward            | Red Rock Radio                      | Adult Standards                       |
| WHSM-FM | 101.1 FM          | Hayward            | Red Rock Radio                      | Classic Hits                          |
| WHTL-FM | 102.3 FM          | Whitehall          | The WHTL Group                      | Oldies                                |
| WHWC    | 88.3 FM           | Menomonie          | WI Educational Communications Board | WPR Ideas                             |
| WIAL    | 94.1 FM           | Eau Claire         | Maverick Media                      | Musique populaire (Top 40 et Oldies)  |
| WIBA    | 1310 AM           | Madison            | Clear Channel                       | News/Talk/Sports                      |
| WIBA-FM | 101.5 FM          | Madison            | Clear Channel                       | Classic Rock                          |
| WIDE-LP | 99.1 FM           | Madison            | Health Writers                      | Silent                                |
| WIFC    | 95.5 FM           | Wausau             | Midwest Communications              | Top 40/CHR                            |
| WIGM    | 1490 AM           | Medford            | Bradley Dahlvig                     | Thématique : Sports                   |
| WIIL    | 95.1 FM           | Kenosha            | NextMedia Group                     | Rock                                  |
| WISM-FM | 98.1 FM           | Altoona            | Clear Channel                       | Musique populaire                     |
| WISN    | 1130 AM           | Milwaukee          | Clear Channel                       | News/Talk/Sports                      |
| WISS    | 1100 AM           | Berlin             | Hometown Broadcasting               | Oldies                                |
| WIXK    | 1590 AM           | New Richmond       | Hubbard Broadcasting                | Musicale : Classic Country            |
| WIXX    | 101.1 FM          | Green Bay          | Midwest Communications              | Top 40/CHR                            |
| WIZD    | 99.9 FM           | Rudolph            | Midwest Communications              | Adult Hits                            |
| WIZM    | 1410 AM           | La Crosse          | Family Radio                        | News/Talk                             |
| WIZM-FM | 93.3 FM           | La Crosse          | Family Radio                        | Top 40/CHR                            |
| WJBL    | 93.1 FM           | Ladysmith          | Roth Broadcasting                   | Oldies                                |
| WJJH    | 96.7 FM           | Ashland            | Heartland Communications            | Classic Rock                          |
| WJJO    | 94.1 FM           | Watertown          | Mid-West Family Broadcast Group     | Rock                                  |
| WJJQ    | 810 AM            | Tomahawk           | Albert Broadcasting                 | Talk/Sports                           |
| WJJQ-FM | 92.5 FM           | Tomahawk           | Albert Broadcasting                 | Musique populaire                     |
| WJMC    | 1240 AM           | Rice Lake          | TKC, Inc.                           | News/Talk/Musique populaire           |
| WJMC-FM | 96.1 FM           | Rice Lake          | TKC, Inc.                           | Country                               |
| WJMQ    | 92.3 FM           | Clintonville       | Bruce D. Grassman                   | Country                               |
| WJMR-FM | 98.3 FM           | Menomonee Falls    | Saga Communications                 | Adult Urban                           |
| WJMT    | 730 AM            | Merrill            | Barracuda Broadcasting              | Musicale : Classic Country            |
| WJOK    | 1050 AM           | Kaukauna           | Starboard Broadcasting              | Communautaire catholique              |
| WJQM    | 106.7 FM          | Mount Horeb        | Mid-West Family Broadcast Group     | Urban                                 |
| WJTI    | 1460 AM           | Racine             | El Sol Broadcasting                 | Communautaire espagnole               |
| WJTY    | 88.1 FM           | Lancaster          | Family Life Communications          | Communautaire religieuse              |
| WJUB    | 1420 AM           | Plymouth           | Jubilation Ministries               | Adult Standards                       |
| WJVL    | 99.9 FM           | Janesville         | Bliss Communications                | Musicale : Country                    |
| WJWD    | 90.3 FM           | Marshall           | CSN International                   | Communautaire religieuse              |
| WJYI    | 1340 AM           | Milwaukee          | Saga Communications                 | Communautaire chrétienne              |
| WJZX    | 106.9 FM          | Brookfield         | Saga Communications                 | Smooth jazz                           |
| WKBH    | 1570 AM           | Holmen             | Starboard Broadcasting              | Communautaire catholique              |
| WKBH-FM | 100.1 FM          | West Salem         | Mississippi Valley Broadcasters     | Classic Rock                          |
| WKCH    | 106.5 FM          | Whitewater         | NRG Media                           | Oldies/Classic Hits                   |
| WKEB    | 99.3 FM           | Medford            | Bradley Dahlvig                     | Musique populaire                     |
| WKFX    | 99.1 FM           | Rice Lake          | TKC, Inc.                           | Classic Hits                          |
| WKKV-FM | 100.7 FM          | Racine             | Clear Channel                       | Urban                                 |
| WKLH    | 96.5 FM           | Milwaukee          | Saga Communications                 | Classic Hits                          |
| WKLJ    | 1290 AM           | Sparta             | Sparta-Tomah Broadcasting           | Thématique : Sports                   |
| WKQH    | 104.9 FM          | Marathon           | RLM Communications                  | Country                               |
| WKSH    | 1640 AM           | Sussex             | Disney                              | Radio Disney                          |
| WKSZ    | 95.9 FM           | De Pere            | Woodward Communications             | Top 40/CHR                            |
| WKTI-FM | 94.5 FM           | Milwaukee          | Journal Broadcasting                | Musique populaire (Top 40 et Oldies)  |
| WKTY    | 580 AM            | La Crosse          | Family Radio                        | Thématique : Sports                   |
| WLBL    | 930 AM            | Auburndale         | WI Educational Communications Board | WPR Ideas                             |
| WLBL-FM | 91.9 FM           | Wausau             | WI Educational Communications Board | WPR Ideas                             |
| WLDB    | 93.3 FM           | Milwaukee          | Milwaukee Community Radio Alliance  | Musique populaire                     |
| WLDY    | 1340 AM           | Ladysmith          | Roth Broadcasting                   | Adult Standards/Country               |
| WLFN    | 1490 AM           | La Crosse          | Mississippi Valley Broadcasters     | Adult Standards                       |
| WLIP    | 1050 AM           | Kenosha            | NextMedia Group                     | News/Talk                             |
| WLJY    | 96.7 FM           | Whiting            | NRG Media                           | Musique populaire                     |
| WLKD    | 1570 AM           | Minocqua           | NRG Media                           | Thématique : Sports                   |
| WLKG    | 96.1 FM           | Lake Geneva        | Radio K-T                           | Musique populaire (Top 40 et Oldies)  |
| WLKN    | 98.1 FM           | Cleveland          | Radio K-T                           | Musique populaire                     |
| WLMV    | 1480 AM           | Madison            | Mid-West Family Broadcast Group     | Communautaire espagnol                |
| WLMX-FM | 104.9 FM          | Balsam Lake        | Red Rock Radio                      | Country                               |
| WLSL    | 93.7 FM           | Three Lakes        | Bruce D. Grassman                   | Classic Hits                          |
| WLST    | 95.1 FM           | Marinette          | Armada Media                        | Musique populaire (Top 40 et Oldies)  |
| WLSU    | 88.9 FM           | La Crosse          | University of Wisconsin             | WPR News & Classical                  |
| WLTU    | 92.1 FM           | Manitowoc          | Lee Davis, Jr.                      | Oldies                                |
| WLUM-FM | 102.1 FM          | Milwaukee          | Milwaukee Community Radio Alliance  | Alternative Rock                      |
| WLXR-FM | 104.9 FM          | La Crosse          | Mississippi Valley Broadcasters     | Musique populaire                     |
| WMAD    | 96.3 FM           | Sauk City          | Clear Channel                       | Country                               |
| WMAM    | 570 AM            | Marinette          | Armada Media                        | Thématique : Sports                   |
| WMBE    | 1530 AM           | Chilton            | Maszka-Pacer Radio                  | Thématique : Sports                   |
| WMCS    | 1290 AM           | Greenfield         | Milwaukee Community Radio Alliance  | Talk (Afro-américain)/Sports          |
| WMDC    | 98.7 FM           | Mayville           | Radio Plus                          | Classic Rock                          |
| WMEQ    | 880 AM            | Menomonie          | Clear Channel                       | News/Talk/Sports                      |
| WMEQ-FM | 92.1 FM           | Menomonie          | Clear Channel                       | Rock                                  |
| WMGN    | 98.1 FM           | Madison            | Mid-West Family Broadcast Group     | Musique populaire                     |
| WMIL-FM | 106.1 FM          | Waukesha           | Clear Channel                       | Country                               |
| WMIN    | 740 AM            | Hudson             | Gregory Borgen                      | Oldies                                |
| WMMA    | 93.9 FM           | Nekoosa            | Starboard Broadcasting              | Communautaire catholique              |
| WMMM-FM | 105.5 FM          | Verona             | Entercom                            | Adult Alternative                     |
| WMQA-FM | 95.9 FM           | Minocqua           | NRG Media                           | Musique populaire                     |
| WMSE    | 91.7 FM           | Milwaukee          | Milwaukee School of Engineering     | Rock alternatif                       |
| WMVM    | 90.7 FM           | Goodman            | WRVM, Inc.                          | Communautaire religieuse              |
| WMWK    | 88.1 FM           | Milwaukee          | Family Stations                     | Communautaire religieuse              |
| WMYX-FM | 99.1 FM           | Milwaukee          | Entercom                            | Musique populaire (Top 40 et Oldies)  |
| WMZK    | 104.1 FM          | Merrill            | Barracuda Broadcasting              | Rock                                  |
| WNAM    | 1280 AM           | Neenah-Menasha     | Cumulus Media                       | Adult Standards                       |
| WNBI    | 980 AM            | Park Falls         | Heartland Communications            | Thématique : Sports                   |
| WNCY-FM | 100.3 FM          | Neenah-Menasha     | Midwest Communications              | Musicale : Country                    |
| WNFL    | 1440 AM           | Green Bay          | Midwest Communications              | Thématique : Sports                   |
| WNFM    | 104.9 FM          | Reedsburg          | NRG Media                           | Country                               |
| WNNO-FM | 106.9 FM          | Wisconsin Dells    | Magnum Communications               | Musique populaire (Top 40 et Oldies)  |
| WNOV    | 860 AM            | Milwaukee          | Courier Communications              | Urban                                 |
| WNWC    | 1190 AM           | Sun Prairie        | Northwestern College                | Communautaire religieuse et débats    |
| WNWC-FM | 102.5 FM          | Madison            | Northwestern College                | Communautaire chrétienne              |
| WNXR    | 107.3 FM          | Iron River         | Heartland Communications            | Oldies                                |
| WOBT    | 1240 AM           | Rhinelander        | NRG Media                           | Thématique : Sports                   |
| WOCO    | 1260 AM           | Oconto             | Lamardo Inc.                        | Country                               |
| WOCO-FM | 107.1 FM          | Oconto             | Lamardo Inc.                        | Adult Standards                       |
| WOFM    | 94.7 FM           | Mosinee            | Midwest Communications              | Adult Hits                            |
| WOGB    | 103.1 FM          | Kaukauna           | Cumulus Media                       | Oldies                                |
| WOGO    | 680 AM            | Hallie             | Stewards of Sound                   | News/Talk                             |
| WOJB    | 88.9 FM           | Reserve            | Lac Courte Orielles Tribe of Ojibwe | Variété                               |
| WOKY    | 920 AM            | Milwaukee          | Clear Channel                       | Oldies                                |
| WOLX-FM | 94.9 FM           | Baraboo            | Entercom                            | Oldies                                |
| WOMT    | 1240 AM           | Manitowoc          | Donald W. Seehafer                  | Musique populaire/Thématique : Débats |
| WORQ    | 90.1 FM           | Green Bay          | Lakeshore Communications            | Communautaire chrétienne              |
| WORT    | 89.9 FM           | Madison            | Back Porch Radio Broadcasting       | Variété                               |
| WOSH    | 1490 AM           | Oshkosh            | Cumulus Media                       | News/Talk                             |
| WOSQ    | 92.3 FM           | Spencer            | Donald W. Seehafer                  | Thématique : Sports                   |
| WOVM    | 91.1 FM           | Appleton           | Music That Matters, Inc.            | Musique populaire                     |
| WOWN    | 99.3 FM           | Shawano            | Bruce D. Grassman                   | Oldies                                |
| WOZZ    | 93.5 FM           | New London         | Midwest Communications              | Classic Rock                          |
| WPCK    | 104.9 FM          | Denmark            | Cumulus Media                       | Country                               |
| WPDR    | 1350 AM           | Portage            | Zoe Communications                  | Oldies                                |
| WPFF    | 90.5 FM           | Sturgeon Bay       | Family Ed. Brd. of Door Co.         | Communautaire chrétienne              |
| WPJP    | 100.1 FM          | Port Washington    | Starboard Broadcasting              | Communautaire catholique              |
| WPKG    | 92.7 FM           | Neillsville        | Central WI Broadcasting             | Musique populaire (Top 40 et Oldies)  |
| WPKR    | 99.5 FM           | Omro               | Cumulus Media                       | Country                               |
| WPLT    | 106.3 FM          | Spooner            | Zoe Communications                  | Country                               |
| WPNE-FM | 89.3 FM           | Green Bay          | WI Educational Communications Board | WPR News & Classical                  |
| WPRE    | 980 AM            | Prairie Du Chien   | Robinson Corp.                      | Oldies                                |
| WPVL    | 1590 AM           | Platteville        | QueenBRadio                         | Thématique : Sports                   |
| WPVL-FM | 107.1 FM          | Platteville        | QueenBRadio                         | Oldies                                |
| WQBW    | 97.3 FM           | Milwaukee          | Clear Channel                       | Classic Rock                          |
| WQCC    | 106.3 FM          | La Crosse          | Mississippi Valley Broadcasters     | Country                               |
| WQLH    | 98.5 FM           | Green Bay          | Cumulus Media                       | Musique populaire (Top 40 et Oldies)  |
| WQOQ    | 1430 AM           | Durand             | Zoe Communications                  | Country                               |
| WQPC    | 94.3 FM           | Prairie Du Chien   | Robinson Corp.                      | Country                               |
| WQRB    | 95.1 FM           | Bloomer            | Clear Channel                       | Country                               |
| WQTC-FM | 102.3 FM          | Manitowoc          | Donald W. Seehafer                  | Classic Hits                          |
| WRCO    | 1450 AM           | Richland Center    | Fruit Broadcasting                  | Adult Standards                       |
| WRCO-FM | 100.9 FM          | Richland Center    | Fruit Broadcasting                  | Country                               |
| WRDB    | 1400 AM           | Reedsburg          | NRG Media                           | Adult Standards                       |
| WRFW    | 88.7 FM           | River Falls        | University of Wisconsin             | WPR Ideas/Rock alternatif             |
| WRGX    | 88.5 FM           | Sturgeon Bay       | Family Ed. Brd. of Door Co.         | Southern Gospel                       |
| WRHN    | 100.1 FM          | Rhinelander        | NRG Media                           | Musique populaire (Top 40 et Oldies)  |
| WRIG    | 1390 AM           | Schofield          | Midwest Communications              | Oldies                                |
| WRIT-FM | 95.7 FM           | Milwaukee          | Clear Channel                       | Classic Hits                          |
| WRJC    | 1270 AM           | Mauston            | Richard C. Bakalars                 | Adult Standards                       |
| WRJC-FM | 92.1 FM           | Mauston            | Richard C. Bakalars                 | Musique populaire                     |
| WRJN    | 1400 AM           | Racine             | Bliss Communications                | News/Talk                             |
| WRJO    | 94.5 FM           | Eagle River        | Heartland Communications            | Oldies                                |
| WRKU    | 102.1 FM          | Forestville        | Roger Utnehmer                      | Classic Hits                          |
| WRLO-FM | 105.3 FM          | Antigo             | NRG Media                           | Classic Rock                          |
| WRLS-FM | 92.3 FM           | Hayward            | Vacationland Broadcasting           | Musique populaire                     |
| WRLU    | 104.1 FM          | Algoma             | Roger Utnehmer                      | Country                               |
| WROE    | 94.3 FM           | Neenah-Menasha     | Midwest Communications              | Adult Hits                            |
| WRPN    | 1600 AM           | Ripon              | Radio One Communications            | News/Talk                             |
| WRPN-FM | 90.1 FM           | Ripon              | Ripon College                       | Rock alternatif                       |
| WRPQ    | 740 AM            | Baraboo            | Baraboo Broadcasting                | Musique populaire                     |
| WRQT    | 95.7 FM           | La Crosse          | Family Radio                        | Rock                                  |
| WRRD    | 1510 AM           | Waukesha           | Salem Communications                | Thématique : Sports                   |
| WRST-FM | 90.3 FM           | Oshkosh            | University of Wisconsin             | WPR Ideas/Alternative                 |
| WRVM    | 102.7 FM          | Suring             | WRVM, Inc.                          | Communautaire religieuse              |
| WSAU    | 550 AM            | Wausau             | Midwest Communications              | News/Talk                             |
| WSBW    | 105.1 FM          | Sister Bay         | Roger Utnehmer                      | Adult Standards                       |
| WSCO    | 1570 AM           | Appleton           | Woodward Communications             | Thématique : Sports                   |
| WSFQ    | 96.3 FM           | Peshtigo           | Armada Media                        | Classic Rock                          |
| WSHS    | 91.7 FM           | Sheboygan          | Sheboygan Area School District      | Variété                               |
| WSJY    | 107.3 FM          | Fort Atkinson      | NRG Media                           | Musique populaire                     |
| WSLD    | 104.5 FM          | Whitewater         | Wayne W. Whalen                     | Country                               |
| WSPT    | 1010 AM           | Stevens Point      | Americus Communications             | News/Talk/Oldies                      |
| WSPT-FM | 97.9 FM           | Stevens Point      | Americus Communications             | Oldies                                |
| WSRG    | 97.7 FM           | Sturgeon Bay       | Magnum Broadcasting                 | Musique populaire (Top 40 et Oldies)  |
| WSSP    | 1250 AM           | Milwaukee          | Entercom                            | Thématique : Sports                   |
| WSSW    | 89.1 FM           | Platteville        | WI Educational Communications Board | WPR News & Classical                  |
| WSTM    | 91.3 FM           | Kiel               | Jubilation Ministries               | Communautaire religieuse              |
| WSUM    | 91.7 FM           | Madison            | University of Wisconsin             | Rock alternatif                       |
| WSUP    | 90.5 FM           | Platteville        | University of Wisconsin             | Rock alternatif                       |
| WSUW    | 91.7 FM           | Whitewater         | University of Wisconsin             | Rock alternatif                       |
| WTAQ    | 1360 AM           | Green Bay          | Mid-West Family Broadcast Group     | News/Talk                             |
| WTCH    | 960 AM            | Shawano            | Bruce D. Grassman                   | Country/Talk                          |
| WTCX    | 96.1 FM           | Ripon              | Radio Broadcasting LP               | Rock moderne                          |
| WTDY    | 1670 AM           | Madison            | Mid-West Family Broadcast Group     | News/Talk                             |
| WTKM    | 1540 AM           | Hartford           | Scott A. Lopas                      | News/Talk/Polka                       |
| WTKM-FM | 104.9 FM          | Hartford           | Scott A. Lopas                      | Polka/Country                         |
| WTLX    | 100.5 FM          | Columbus           | Good Karma Broadcasting             | Talk/Sports                           |
| WTMB    | 94.5 FM           | Tomah              | Magnum Broadcasting                 | Classic Rock                          |
| WTMJ    | 620 AM            | Milwaukee          | Journal Broadcasting                | News/Talk                             |
| WTSO    | 1070 AM           | Madison            | Clear Channel                       | Thématique : Sports                   |
| WTTN    | 1580 AM           | Watertown          | Good Karma Broadcasting             | Oldies                                |
| WTUX    | 1550 AM           | Madison            | Mid-West Family Broadcast Group     | Adult Standards                       |
| WUEC    | 89.7 FM           | Eau Claire         | University of Wisconsin             | WPR News & Classical                  |
| WUSP    | 105.5 FM          | Nekoosa            | Koosa Broadcasting                  | Adult Alternative                     |
| WUWM    | 89.7 FM           | Milwaukee          | University of Wisconsin             | News/Talk                             |
| WVBO    | 103.9 FM          | Winneconne         | Cumulus Media                       | Oldies                                |
| WVCF    | 90.5 FM           | Eau Claire         | VCY America                         | Communautaire religieuse              |
| WVCX    | 98.9 FM           | Tomah              | VCY America                         | Communautaire religieuse              |
| WVCY    | 690 AM            | Oshkosh            | VCY America                         | Communautaire religieuse              |
| WVCY-FM | 107.7 FM          | Milwaukee          | VCY America                         | Communautaire religieuse              |
| WVFL    | 89.9 FM           | Fond Du Lac        | VCY America                         | Communautaire religieuse              |
| WVRE    | 101.1 FM          | Dickeyville        | Radio Dubuque                       | Country                               |
| WVRQ    | 1360 AM           | Viroqua            | Robinson Corp.                      | Oldies                                |
| WVRQ-FM | 102.3 FM          | Viroqua            | Robinson Corp.                      | Country                               |
| WVSS    | 90.7 FM           | Menomonie          | University of Wisconsin             | WPR News & Classical                  |
| WWHG    | 105.9 FM          | Evansville         | Good Karma Broadcasting             | Rock                                  |
| WWIB    | 103.7 FM          | Hallie             | Stewards of Sound                   | Communautaire chrétienne              |
| WWIS    | 1260 AM           | Black River Falls  | WWIS Radio, Inc.                    | Musique populaire                     |
| WWIS-FM | 99.7 FM           | Black River Falls  | WWIS Radio, Inc.                    | Musicale : Classic Country            |
| WWQM-FM | 106.3 FM          | Middleton          | Mid-West Family Broadcast Group     | Country                               |
| WWSP    | 89.9 FM           | Stevens Point      | University of Wisconsin             | Jazz/Rock                             |
| WWWX    | 96.9 FM           | Oshkosh            | Cumulus Media                       | Rock                                  |
| WXCE    | 1260 AM           | Amery              | Red Rock Radio                      | News/Talk                             |
| WXCO    | 1230 AM           | Wausau             | Donald W. Seehafer                  | Thématique : Sports                   |
| WXCX    | 105.7 FM          | Siren              | Red Rock Radio                      | Classic Hits                          |
| WXER    | 104.5 FM          | Plymouth           | Midwest Communications              | Adult Hits                            |
| WXPR    | 91.7 FM           | Rhinelander        | White Pine Community Broadcasting   | Variété                               |
| WXPW    | 91.9 FM           | Wausau             | White Pine Community Broadcasting   | Variété                               |
| WXRO    | 95.3 FM           | Beaver Dam         | Good Karma Broadcasting             | Country                               |
| WXSS    | 103.7 FM          | Wauwatosa          | Entercom                            | Top 40/CHR                            |
| WXXM    | 92.1 FM           | Sun Prairie        | Clear Channel                       | Talk                                  |
| WXYM    | 96.1 FM           | Tomah              | Magnum Broadcasting                 | Musique populaire (Top 40 et Oldies)  |
| WYMS    | 88.9 FM           | Milwaukee          | Milwaukee Public Schools            | Adult Alternative                     |
| WYNW    | 92.9 FM           | Birnamwood         | Starboard Broadcasting              | Communautaire catholique              |
| WYTE    | 106.5 FM          | Marshfield         | NRG Media                           | Country                               |
| WZBY    | 99.7 FM           | Sturgeon Bay       | Midwest Communications              | Adult Hits                            |
| WZEE    | 104.1 FM          | Madison            | Clear Channel                       | Top 40/CHR                            |
| WZNN    | 106.7 FM          | Allouez            | Cumulus Media                       | Modern Rock                           |
| WZOR    | 94.7 FM           | Mishicot           | Woodward Communications             | Active Rock                           |
| WZRK    | 1550 AM           | Lake Geneva        | Starboard Broadcasting              | Communautaire catholique              |